# 全会一致

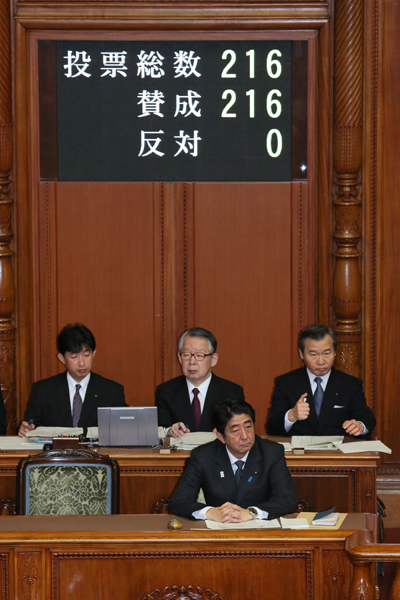
「北朝鮮による三度目の核実験に対する抗議決議案」が全会一致で可決された様子（2013年、参議院本会議にて）

全会一致（ぜんかいいっち、英語：unanimities）とは、ある集団において反対論者を一人も出さずに意見をまとめ、採用すること。満場一致（まんじょういっち）とも言う。

## 概説
集団によっては、全会一致で認められた結論のみを議決として採用する全会一致の原則を採用していることがある。
「全会」の解釈については、当該集団の所属者全員の完全な一致（欠席・棄権を認めない）とする場合もあれば、所属者のうち欠席者・棄権者を除いた（意思表明をした）者の一致で足りるとする場合もある。日本の例で言えば、閣議は前者であり、国会の採決は後者となる。後者の例は「総員」という用語にも当てはまり、たとえば国会の採決で反対派が抗議の欠席をし定員の6割の議員しか出席していなくても、採決時にその全員が賛成（起立）すれば記録上は「起立総員」であり「全会一致で可決」として扱われる。
ただし、議決は多数決によるとしながらも、全会一致の場合は、議決を無効にし、議論を振り出しに戻す制度もある。全員が賛成、あるいは反対という場合には、どこかで少数派が自己の考えを放棄し、多数派に同調したと考えられるからである。
議事進行や役職者選任などで、慣例の追認でかつ全会一致が見込まれる決議は迅速な進行のため発声採決で行うことが多い。特に日本の議会などで行われる「異議無し採決」は全会一致として記録されることが前提である。

## 全会一致の原則が採用されている（されていた）例
- 閣議 (日本)
- 国際連盟総会
- 国際連合安全保障理事会
- NATO理事会および各委員会
- セイム（ポーランド・リトアニア共和国議会）
- 世界貿易機関
- 気候変動枠組条約締約国会議
- 東京六大学応援団連盟
- 参考人招致、証人喚問（日本の国会）
- 衆議院議長及び副議長、参議院議長及び副議長選挙
- NHK予算案

ただし、近年は全会一致の慣行が破られる機会が増えている。
- 自由民主党総務会

ただし、どうしても合意できない総務は反対演説の後に退席し採決に参加しないという慣例がある。
- アメリカ合衆国上院本会議

議決そのものは多数決によるが、議事規則上の手続きを全会一致決議で省略しないと迅速な審議が行えない。

## その他
- 山本七平は、全会一致の決定は場の空気が異論を封殺することで現出することが多いという観点から、ユダヤ人イザヤ・ベンダサンの著作という設定で出版した『日本人とユダヤ人』で、悪魔の代弁者の例示とともに「（ユダヤ人の古い慣習では）全会一致の決議は無効としている」と述べたが、後者は嘘あるいは間違いであるという批判もある。[誰?]
- 中華人民共和国においては政治的投票の場面で意図して反対票を投じる伝統があるとされる。1969年の中国共産党第9回全国代表大会においては党副主席の選挙では反対票が2票投じられた。この票を投じたのは当選した林彪とその妻であったことが判明している。この意味は自らに反対票を投じることで謙虚さと毛沢東党主席への忠誠を示す意味があったとされる。2018年3月第13期全国人民代表大会第1回会議の第5回全体会議で国家副主席の王岐山は自らに反対票を投じている[1]。習近平党総書記（国家主席）は2003年浙江省党機関紙に「指導幹部を『満票幹部』にしてはならない」とのコラムを掲載し、決議で満場一致を求める風潮をけん制している[2]。